# Soziale Beziehung

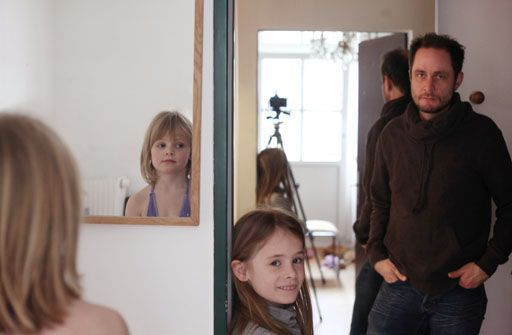
Beziehungsgeflecht Familie: Vater und Kinder stehen zueinander in Beziehung.

Als soziale Beziehung (auch zwischenmenschliche Beziehung oder Sozialkontakt) bezeichnet man in der Soziologie eine Beziehung von zwei Personen oder Gruppen, bei denen ihr Denken, Handeln oder Fühlen gegenseitig aufeinander bezogen ist. Soziale Beziehungen sind eine elementare Voraussetzung des Menschen, um gesellschaftlich erfolgreich zu leben.
Soziale Beziehungen können positive oder negative Qualitäten haben oder sowohl positive als auch negative Qualitäten zugleich enthalten. Während frühere Forschungsarbeiten soziale Beziehungen als entweder positiv und unterstützend oder negativ und nicht unterstützend betrachteten, wird in der neueren Forschung davon ausgegangen, dass positive und negative Qualitäten unabhängig voneinander innerhalb einer Beziehung koexistieren können. Beziehungen, die positive Auswirkungen haben, werden auch als Ressourcen des Individuums angesehen.
Laut der Grant-Studie, einer über Jahrzehnte kontinuierlich fortgeführten Langzeitstudie, sind soziale Beziehungen für Gesundheit und Wohlbefinden von herausragender Bedeutung: Beziehungen, in denen Unterstützung und Wertschätzung erlebt werden, sind demnach entscheidender als andere, ebenfalls relevante Faktoren wie beruflicher Erfolg, Wohlstand, körperliche Bewegung oder gesunde Ernährung. Hierbei kommen Paarbeziehungen, Freundschaften, Beziehungen in der Familie, am Arbeitsplatz oder in der Nachbarschaft sowie Zufallsbegegnungen zum Tragen.
Die Sozialpsychologie befasst sich mit zweisamen sozialen Beziehungen wie Freundschaft und romantischen Beziehungen, der Eltern-Kind-Beziehung, aber auch mit den Beziehungen zwischen Individuum und Gruppe.

## Begriffsentwicklung bei Max Weber und Leopold von Wiese
Der Begriff „soziale Beziehung“ geht auf Max Weber zurück. Dieser definiert:
„Soziale Beziehung soll ein seinem Sinngehalt nach aufeinander gegenseitig eingestelltes und dadurch orientiertes Sichverhalten mehrerer heißen. Die soziale Beziehung besteht also durchaus und ganz ausschließlich: in der Chance, dass in einer (sinnhaft) angebbaren Art sozial gehandelt wird, einerlei zunächst: worauf diese Chance beruht.“ (In: Wirtschaft und Gesellschaft, Kapitel 1, § 3).
Aus dieser Definition ergibt sich, dass eine Beziehung erst beendet ist, wenn keine Chance mehr besteht, dass in ihrem Sinn gehandelt wird. Eine Ehe ist somit soziologisch betrachtet solange gültig, bis nicht einmal mehr die geringste Chance besteht, dass in ihrem Sinn gehandelt wird. Eine soziale Beziehung besteht immer aus zwei oder mehreren Personen.
Eine soziale Beziehung ist eine Interaktionskette. Es gibt verschiedene Arten der sozialen Beziehung. Darunter zählen beispielsweise Bekanntschaften, Paarbeziehungen, Freundschaften oder Verwandtschaften und kooperative Beziehungen in der Arbeitswelt. Die Bekanntschaft ist eine schwache Form der sozialen Beziehung. Sie besteht, wenn sich (mindestens) zwei Personen gegenseitig identifizieren und wiedererkennen können. Die Paarbeziehung sticht hingegen durch ihre Exklusivität hervor: Sie ist sozial geschlossen und birgt Verpflichtungen.
In der Zeit der Weimarer Republik entwickelte Leopold von Wiese eine eigene, damals durchaus einflussreiche „Beziehungssoziologie“, die aber heute so gut wie nicht mehr herangezogen wird.
In den 1950er Jahren entwickelte Paul Watzlawick sein systemisches Denken. Eines seiner berühmten 'fünf Axiome' handelt von 'Inhalt und Beziehung'.
Sein systemisches Denken skizzierte Watzlawick in einem Interview so:
„Der systemische Ansatz basiert auf der Situation im Jetzt und Hier. Das heißt auf der Art und Weise, in der die Menschen miteinander kommunizieren und im Kommunizieren dann in Schwierigkeiten kommen können. Wir versuchen also zu verstehen, wie das menschliche Bezugssystem funktioniert, in dem der sogenannte Patient mit drinnen steht und mitwirkt … Unsere Frage ist: Wozu? Was ist die Funktion des sogenannten Symptoms? Das geht so weit für mich, dass, wenn ich zum Beispiel Ehe-Therapie betreibe, der Patient nicht mehr der Mann oder die Frau, sondern die Beziehung zwischen diesen beiden Menschen ist. Das ist mein Patient. An der Beziehung will ich arbeiten.“

## Beziehungsarten
Je nach Ausprägung positiver und negativer Aspekte können vier Beziehungsarten unterschieden werden. Eine unterstützende soziale Beziehung liegt vor, wenn positive Facetten stark ausgeprägt und wenig bis keine negativen Aspekte vorhanden sind, z. B. ein hilfsbereiter Freund. Soziale Unterstützung und angenehme zwischenmenschliche Erfahrungen spielen in dieser Beziehungsart eine wichtige Rolle. Im Gegensatz dazu wird eine aversive Beziehung primär als negativ erlebt, z. B. ein als ungerecht wahrgenommener Vorgesetzter. Dabei liegt wenig bis keine positive Beziehungsqualität vor. Indifferente soziale Beziehungen besitzen sowohl geringe (bis keine) positive als auch kaum negative Qualitäten, z. B. ein Arbeitskollege. Diese Beziehungsart zeichnet sich durch eine geringe Kontaktdichte und -tiefe aus und wird als gleichgültig erlebt. Eine ambivalente Beziehung liegt vor, wenn sowohl positive als auch negative Qualitäten in einem hohen Ausmaß vorliegen, z. B. ein spaßiger, aber wettstreitender Freund. Sie werden mit „gemischten Gefühlen“ erlebt. Im Alltag begegnet man dieser Beziehungsart vergleichbar oft und mit ähnlich hoher Kontaktdichte wie unterstützenden Beziehungen.

### Normen, Konventionen und Spielregeln
Für bestimmte Arten der Beziehung sind in allen Völkern der Erde Regeln und Normen aufgestellt worden, die unterschiedlichen Zielen dienen. Dazu gehört zum Beispiel auch die wirtschaftliche Absicherung der Beteiligten. Eine häufig verbreitete Form ist die Ehe. Die Ehe steht in den meisten Ländern unter dem besonderen Schutz des Staates. In Deutschland gilt grundgesetzlich das Leitbild der Gleichberechtigung (Art. 3 Abs. 2 GG), das im Eherecht des Bürgerlichen Gesetzbuches (BGB) umgesetzt wurde. Allerdings wird diese Form der festen Bindung auch kritisiert und von einigen Menschen sogar abgelehnt. Dies ist teilweise auf die im deutschen Eherecht seit 1900 einklagbare Norm der „Lebensgemeinschaft“, wie sie in § 1353 BGB formuliert ist, zurückzuführen. Dort heißt es: „Die Ehegatten sind einander zur ehelichen Lebensgemeinschaft verpflichtet.“ Damit ist die häusliche, geistig-seelische und körperliche Gemeinschaft (sogenannte „eherechtliche Trias“) gemeint.

### Ambivalente Beziehungen
In der Gesundheitspsychologie gebührt ambivalenten (doppeldeutigen) Beziehungen besonderes Augenmerk. Sie sind zum einen in allen sozialen Kontexten (z. B. Ehepartner, Familie, Freunde, Arbeitskollegen) mit einer hohen Kontaktdichte vertreten. Gleichzeitig gehen mit dieser Beziehungsart jedoch die schädlichsten Gesundheitsfolgen einher. Hierbei konnten Folgen sowohl auf physiologischer als auch psychologischer Stressebene gezeigt werden; z. B. legen Befunde nahe, dass eine größere Anzahl ambivalenter Beziehungen innerhalb eines sozialen Netzwerkes mit einer höheren kardiovaskulären Stressreaktion und einem höheren Depressionslevel verbunden sind. Die Anzahl ambivalenter Beziehungen als erklärende Variable sagt ein höheres Stresslevel auf psychologischer Ebene vorher als rein negative Beziehungen. Dass nicht allein die negative Qualität einer Beziehung schädlich ist, sondern vielmehr ein synergetischer Effekt der positiven und negativen Aspekte gemeinsam für das physiologische Stresserleben verantwortlich ist, konnte ebenso gezeigt werden. Trotz negativer Auswirkungen von ambivalenten Beziehungen auf unsere Gesundheit werden diese häufig aufrechterhalten. Gründe dafür sind verschiedene Barrieren beim Beenden einer Beziehung.

## Barrieren beim Beenden von Beziehungen
Forscher gehen davon aus, dass soziale Beziehungen aufgrund verschiedener Hemmnisse aufrechterhalten werden, selbst wenn sie als überwiegend negativ empfunden werden. Hierbei kann zwischen internen und externen Barrieren unterschieden werden. Beide können zeitgleich vorhanden sein, was das Beenden von Beziehungen möglicherweise zusätzlich erschwert. Als externe Barrieren bezeichnet man Faktoren, die außerhalb der Person liegen und durch welche sich die Menschen gezwungen fühlen, die bestehende soziale Beziehung aufrechtzuerhalten. Dazu kann z. B. die Zugehörigkeit zu sozialen Gruppen wie Familie, Sportvereinen oder Kirchenvereinen zählen, aber auch finanzielle Belastung oder Abhängigkeit, z. B. gemeinsame Wohnung, gemeinsamer Kredit, gemeinsame Verantwortung für Kinder. Weiterhin kann physikalische Nähe eine externale Barriere darstellen, z. B. bei Arbeitskollegen, Nachbarn oder Mitgliedern der Gemeinde. Unter internen Barrieren werden Faktoren verstanden, die innerhalb einer Person liegen und zur Aufrechterhaltung der Beziehung beitragen. Dazu gehören religiöse Überzeugungen, wie z. B. Vergebung und das Selbstbild einer Person (wenn sich jemand z. B. als Person mit vielen Freunden sieht). Ein inneres Gefühl von Verpflichtung, wie der starke Drang, Dinge zu beenden, die man begonnen hat, kann ebenfalls eine internale Barriere sein. Unterschiedliche Bewältigungsformen ermöglichen uns dennoch das Aufrechterhalten ambivalenter (und negativer) Beziehungen in erträglicher Art und Weise.

## Bewältigungsformen
Wird eine Beziehung mit negativen Elementen aufrechterhalten, können verschiedene Bewältigungsformen bzw. Beziehungsarbeit für Erleichterung innerhalb der Beziehung sorgen. Eine zentrale Strategie hierbei ist Distanzierung. Distanzierung findet statt, wenn ein Individuum infolge wahrgenommener Negativität versucht, Intimität zu reduzieren und einen größeren Abstand innerhalb der Beziehung herbeizuführen. Dieser Prozess kann bewusst oder unbewusst stattfinden.
Das Distance Regulation Model von Hess (2002) unterscheidet zwei Arten von Distanzierung, welche separat oder zeitgleich angewendet werden können. Einerseits können Personen sich durch physikalische Distanzierung von sozialen Beziehungen abgrenzen, z. B. indem sie die betreffende Person vermeiden oder Interaktionen bewusst kurz halten. Andererseits können sie sich emotional von ihnen distanzieren, indem sie beispielsweise Abstand signalisieren, Engagement vermeiden oder sogar Feindseligkeit zeigen. Die Wahrscheinlichkeit, dass solche Distanzierungsstrategien angewendet werden, steht möglicherweise mit der Quelle, Frequenz und Intensität der Negativität der Beziehung in Zusammenhang.